# 沙羅 (ものまねタレント)
沙羅（さら、1983年1月28日 - ）は、日本の女性ものまねタレント。歌手、女優。愛知県名古屋市出身。
ホリプロコム所属。綾瀬はるかのものまねを中心に活動。他にも多数のレパートリーを持つ。活動内容はドラマものまね、ものまねコント、歌ものまねなど。
夫はものまねタレントのたむたむ。

## 来歴・人物
愛知県名古屋市出身。関西外国語大学外国語学部英米語学科卒業。
小学生時代は友達に挨拶も言えなかったほど“超シャイ”。中学１年生の時に、ある先生の物真似をしたらものすごく受けたことで、その頃から物真似が好きになり、学校の数学の先生からJUDY AND MARY、河村隆一、島袋寛子（SPEED）、モーニング娘。やテレビドラマ『冬のソナタ』の吹き替えの真似などをやっていた。島袋寛子に顔が似ていると言われた時に声真似をし始めたら「すごく似ている」という評判が学校中に広まったこともあり、カラオケボックスで島袋の物真似で歌っていた時には、隣の部屋にいた人が見に来たほどだったという。しかしこの当時は将来、ものまね芸人になろうとは全く思っていなかった。一方でお笑いは好きで、大学生時代から遊びで漫才をやっていたことがあった（あまりに寒かったので、さむぅずと呼ばれていた）。
大学卒業後に入社した会社では、人材採用の営業を担当。アポイントや取材などで壮絶な日々を送った。３年間勤務の後に会社を2008年3月に退職、その後は声優オーディションに合格し、上京。かつてはアトミックモンキーに所属し声優・関智一率いる「劇団ヘロヘロQカムパニー」にも在籍していた。
最初は声優を目指しており、ものまねはあくまで趣味でやっていたが、綾瀬はるかが出演していたテレビドラマの『世界の中心で、愛をさけぶ』（TBS）が放送されていた頃から、綾瀬はるかに似ていると言われていたことから、ものまね番組に出たいという望みを持ち始めて2011年頃からものまねオーディションに行くようになる。夢を諦めて名古屋に帰ろうと決めていたという2013年（この時、実家に戻ってお見合いをすることになっていた）、最後の思い出作りにと同年参加した『笑っていいとも!』（フジテレビ）の「そっくりさんアワード」コーナーのオーディションに合格し、同年10月11日の放送に出演し、チャンピオンになる。その後出演した『ものまね紅白歌合戦』の出演を通じてスカウトされ、ものまねタレントとしてデビューとなった。
綾瀬とあるテレビ局の廊下でばったり会って挨拶した時に、「拝見してます」と笑顔で言われ、嬉しすぎて頭が真っ白になり、また、あまりの可愛さと顔の小ささにびっくりしたという。
以前には「ハングリーラビット」というものまねユニットも組んでいた。六本木の「ものまねエンターテイメントハウスSTAR」にも出演していた。
2018年6月30日をもって、それまで所属していたオフィス南を円満退所。同年8月に（綾瀬の所属するホリプログループの）ホリプロコムへ移籍。
2021年12月にものまねタレントの「たむたむ」と結婚した。
2025年4月15日、指定難病である好酸球性副鼻腔炎の手術のため入院。19日、退院を報告。

## 人物
- 姉と妹が居り[6][16]、三姉妹の次女。
- 特技は1997年頃から2009年頃までやっていたテニスで[17]、テニスサークルでも活動していた[5]。
- 高校生の頃、アメリカに1年交換留学をしていたため[9]、日常的な英会話が話せる[18]。
- 仕事の経験が豊富。人材採用提案営業、ウェディングMC、ウェディングプランナーなど。
- 過去にしていたアルバイトは、コンビニ、マクドナルド、家庭教師、Cafe店員、バーテンダー、受付嬢、居酒屋、甲子園球場のビール売り子、事務など。
- 貝類（特につぶ貝）[1]肉類、ルッコラ、ラディッシュが好物[19]。
- 好きな漫画は『ONE PIECE』、好きな映画は『猟奇的な彼女』、『ショーシャンクの空に』[19]、『アバウトタイムス』。
- 好きな海外ドラマは、『ゴシップガール』、『24 -TWENTY FOUR-』、『グレイズ・アナトミー  恋の解剖学』、『ウォーキング・デッド』、『ストレンジャーシングス』、『デスパレートな妻たち』『プリズン・ブレイク』など。海外ドラマを一気見することでメンタルバランスを保っている。
- 尊敬する人物はタレントの上地雄輔、声優の田中真弓[20]。
- 好きなアーティストはゆず[21]。ゆずっこ歴20年。昔、ケーブルＴＶ番組の電話でメンバーの北川悠仁と話したことがある。
- 姉妹揃って、上地雄輔（遊助）のファン[22]。人生で一番辛かった時に、上地雄輔のブログ「神児遊助」に心を救われた。自分もそんな人になりたいと思うようになる。
- 父親に「芸人になる」と告白した時は反対されたが、今では父は“一番の応援団”であるという。
- ネタの作り方は、ものまねしたい人が出演している作品を見ながら、どうやって似せようかぶつぶつしゃべりながら考えている。

## 物真似レパートリー
しゃべりものまね
- 綾瀬はるか
- 丸山桂里奈
- 松本まりか
- 篠原涼子
- 伊藤沙莉
- 森田望智
- 麻生祐未
- もう中学生
- Ado
- 広末涼子
- 壇蜜
- 渋谷凪咲(NMB48)
- 髙山一実(乃木坂46)
- 王林
- イワクラ（蛙亭）
- 竹内知咲（天才ピアニスト）
- 荒川（エルフ）
- さゆり(かつみ♥さゆり)
- 金田朋子
- 江口のりこ
- 久本雅美
- 近藤麻理恵
- 小倉優子
- 吉田沙保里
- YOU
- 松たか子
- クレヨンしんちゃん(しんのすけ、まさおくん、ねねちゃん、風間くん、ぼーちゃん、シロ、ひまわり)
- 名探偵コナン(江戸川コナン)
- それいけ!アンパンマン(しょくぱんマン、チーズ、バタ子さん)
- ちびまる子ちゃん(たまちゃん、みぎわさん、藤木くん、おばあちゃん)
- 仲間由紀恵
- 三浦瑠麗
- 佐藤栞里
- 水卜麻美

 顔まね
- 綾瀬はるか
- 丸山桂里奈
- 壇蜜
- 川栄李奈[23]
- 高島彩
- 亜生(ミキ)
- ミセスグリーンアップル 藤澤涼架
- 近藤麻理恵
- 島袋寛子（SPEED）
- 椎名林檎[24]
- 篠原涼子
- 永野芽郁
- 吉田沙保里
- 久本雅美
- 広末涼子
- 吉瀬美智子
- 新垣結衣
- 黒木華
- 高城れに(ももいろクローバーZ)
- 吉高由里子
- 榮倉奈々
- 石原さとみ
- 星野源
- きょん(コットン)
- きむ(インディアンス)
- 風間俊介[25]
- 伊藤沙莉
- 伊藤俊介(オズワルド)
- 清野菜名
- 水溜りボンド(カンタ)
- 江口のりこ
- 松本まりか
- 佐々木美玲(日向坂46)
- 渋谷凪咲(NMB48)
- 清水希容
- 駒井千佳子
- 森田望智
- 草薙航基（宮下草薙）
- 稲田直樹（アインシュタイン）
- 安藤サクラ
- 田中裕子
- 麻生祐未
- Ado
- 永尾柚乃
- 髙山一実(乃木坂46)

歌ものまね
- SPEED（島袋寛子、今井絵理子）
- 篠原涼子
- 川瀬智子
- 森高千里
- 椎名林檎
- 手嶌葵
- 広末涼子
- 中島美嘉
- miwa
- Every Little Thing
- mihimaru GT
- 大塚愛
- 川本真琴
- 華原朋美
- 倉木麻衣
- BoA
- きゃりーぱみゅぱみゅ
- ポケットビスケッツ

など

## 出演

### テレビ
- 森田一義アワー 笑っていいとも!（2013年10月11日・12月20日、フジテレビ）
- 爆笑そっくりものまね紅白歌合戦スペシャル（2014年4月13日・2020年5月8日、フジテレビ）
- コンパスの東葛・葛飾@探偵団（2014年10月 - 11月、J:COM）
- コサキン・天海の超発掘!ものまねバラエティー マネもの 第3回（2015年3月26日、フジテレビ）
- 東京オーディション（仮）（2015年10月5日、TOKYO MX）
- PON!（2015年12月17日・12月18日、日本テレビ）
- とんねるずのみなさんのおかげでした「博士と助手〜細かすぎて伝わらないモノマネ選手権〜」（2016年3月22日・12月22日・2017年12月21日、フジテレビ）
- お願い!ランキング（2016年4月26日、テレビ朝日）
- 関ジャニ∞クロニクル（2016年9月24日、フジテレビ）
- 今田耕司の裏ものまねチャンピオン決定戦（BSスカパー!）
- ZIP!（2017年2月2日・10月25日・11月22日・2018年4月12日・5月22日、日本テレビ）
- ものまねグランプリ（2017年5月16日・9月26日・12月5日・2018年5月22日・10月2日・12月18日、2019年5月7日・10月15日・12月17日、2020年5月19日、9月29日、12月22日、2021年9月28日、12月21日、2022年5月3日、10月25日、日本テレビ）
- ウチのガヤがすみません!（2017年5月24日、2019年10月29日、2020年4月7日、日本テレビ）
- パチFUN!（全国各地で多数出演）
- 激!今夜もドル箱（2017年10月31日・2018年10月9日・10月16日、2020年7月7日、テレビ東京）
- 嵐にしやがれ（2018年1月13日、日本テレビ）
- ぐるぐるナインティナイン（2018年2月1日、2019年8月1日、2022年3月10日、6月9日、日本テレビ）
- 良かれと思って!（2018年2月14日、フジテレビ）
- ウラマヨ!（2018年3月24日、関西テレビ）
- おじさん爆弾（2018年9月21日、CSテレ朝チャンネル1）
- おはスタ（2018年11月13日、テレビ東京）
- 有吉ゼミ（2018年11月19日、日本テレビ）
- ザ・細かすぎて伝わらないモノマネ（2018年11月24日、2019年12月14日、2020年12月12日、2021年12月11日、2022年12月17日、フジテレビ）
- 有田P おもてなす（2018年12月8日、NHK）
- バゲット（2018年12月18日、2022年5月3日、日本テレビ）
- ヒルナンデス!（2018年12月18日、2019年8月30日、2020年9月11日、10月13日、11月23日、2022年4月8日、日本テレビ）
- CDTVスペシャル!クリスマス音楽祭2018（2018年12月24日、TBS）
- ノンストップ!（2018年12月28日、2020年4月15日　フジテレビ）
- オスカル!はなきんリサーチ（2019年1月18日、テレビ朝日）
- 有田哲平の夢なら醒めないで（2019年1月22日、TBS）
- アッコにおまかせ!（2019年2月10日、TBS）
- 村上マヨネーズのツッコませて頂きます!（2019年2月14日、フジテレビ）
- 中居正広の金曜日のスマイルたちへ（2019年2月15日、TBS）
- 超問クイズ! 真実か?ウソか?（2019年2月22日、日本テレビ）
- 本能Z（2019年2月27日、CBCテレビ）
- ダウンタウンDX（2019年2月28日、7月25日、2022年8月25日、12月8日、日本テレビ）
- 人生が変わる1分間の深イイ話（2019年4月1日、日本テレビ）
- 陸海空 こんなところでヤバイバル（2019年4月1日・4月8日、テレビ朝日）
- オールスター感謝祭（2019年4月6日、9月28日、2020年10月3日、2021年10月9日、TBS）
- オールスター後夜祭（2019年4月7日、TBS）
- ビューティープライド〜美しきメイクの戦い〜（2019年4月13日、日本テレビ）
- 沸騰ワード10 準レギュラー（2019年4月19日、5月10日、6月7日、7月5日、7月19日、8月16日、8月30日、9月27日、11月1日、11月29日、12月27日、2020年1月31日、3月6日、3月13日、3月27日、4月10日、7月24日、9月11日、2021年2月5日、4月2日、11月5日、2022年3月18日、4月8日、5月6日、6月17日、9月16日、11月11日、日本テレビ）
- ガリゲル（2019年4月20日、4月27日、5月4日、読売テレビ）
- スッキリ（2019年5月7日、6月14日、6月21日、8月30日、12月27日、2021年6月22日、2022年4月8日、5月3日、日本テレビ）
- 美と若さの新常識〜カラダのヒミツ〜（2019年5月14日、2020年1月21日、NHK BSプレミアム）
- 水曜日のダウンタウン（2019年6月12日、TBS）
- 潜在能力テスト（2019年6月18日、7月16日、2020年3月24日　フジテレビ）
- 超逆境クイズバトル!! 99人の壁（2019年8月10日、フジテレビ）
- 女神のマルシェ（2019年8月16日、日本テレビ）
- 24時間テレビ 「愛は地球を救う」（2019年8月24日、25日、2022年8月27,28日、中京テレビ）
- でんじろうのTHE実験（2019年9月8日、フジテレビ）
- ぽい散歩（2019年9月13、20、27日、テレビ静岡）
- 今夜くらべてみました（2019年9月25日、日本テレビ）
- 前略、西東さん（2019年9月28日、中京テレビ）ものまねEXPO in イオンモール常滑
- おぎやはぎのハピキャン 〜キャンプはじめてみました〜（2019年10月16日、メ〜テレ）
- 秘密のケンミンSHOW（2019年11月7日、日本テレビ）
- SKE48のバズらせます!!（2019年11月13日、2020年3月17日　東海テレビ）
- 年末ワイド（2019年12月27日、とちテレ）
- ビートたけしの絶対見ちゃいけないTVシリーズ（TBS）
  - ビートたけし独立してマージン分ギャラ下げるからあと2回ヤラせてTV - 2018年12月26日
  - ビートたけしの公開！お笑いオーディション -　2019年12月28日
- 開運！！バナナバカリぶらり（2020年1月1日、フジテレビ）
- 笑神様は突然に…（2020年1月1日、日本テレビ）
- 千原ジュニアのヘベレケ（2020年1月2日、東海テレビ）
- 前略、大とくさん（2020年1月5日、5月17日、6月21日、6月28日、7月12日、11月8日、2021年3月21日、2022年1月23日、3月27日、中京テレビ）
- PS純金（ゴールド）（2020年1月10日、2月7日、4月17日、中京テレビ）
- イブ6プラス（2020年1月27日、とちテレ）
- 変装かくれんぼ ハイド&シーク（2020年3月20日、TBS）
- 誰だって波瀾爆笑（2020年3月22日、日本テレビ）
- タイチサン（2020年4月19日、東海テレビ）
- グッとラック!（2020年4月24日、11月12日、12月16日、12月23日、2月17日、TBS）
- めざましテレビ（2020年4月30日、フジテレビ）
- あいつ今何してる？（2020年7月15日、テレビ朝日）
- 芸人vs動物 いいね！動画バトル（2020年7月25日、テレビ朝日）
- 芸能人が本気で考えた！ドッキリGP（2020年8月1日、8月15日、9月12日、10月10日、10月24日、11月21日、フジテレビ）
- 華丸大吉&千鳥のテッパンいただきます！（2020年8月4日、9月8日、関西テレビ）
- スクール革命!（2020年8月9日、日本テレビ）
- VS嵐（2020年8月13日、フジテレビ）
- スイッチ!（2020年8月14日、2021年11月9日、12月10日、12月14日、2022年1月10日、1月19日、2月22日、23日、4月6,14,18日、5月5,6,24日、6月6,30日、7月15日、8月25日、9月6,16,29日、11月3日、東海テレビ）
- ガチ売れ!仰天マネー（2020年8月15日、フジテレビ）
- 新婚さんいらっしゃい!（朝日放送テレビ）
  - 2020年8月23日 - 幻の結婚式のタレントの一員
  - 2022年1月30日 - 新婚夫妻で（たわしゲット）
- ダンナの昼顔（2020年9月3日、TBS）
- THE突破ファイル（2020年9月3日、2021年12月30日、日本テレビ）
- わがまま!気まま!旅気分!（2020年10月10日、福島テレビ、BSフジ）
- 坂上くんが試してみた!!通販☆家事スクール（2020年10月11日、テレビ朝日）
- しゃべくり007（2020年10月26日、日本テレビ）
- ゆる系忍者隊！ニンスマン（2020年11月1日、テレビ朝日）
- ヒルペコ（2020年11月4日、11月11日、11月18日、11月25日、瀬戸内海放送）
- 鬼旨ラーメンGP（2020年11月8日、2021年3月24日、8月1日、フジテレビ）
- 最高のキリフダ（2020年11月14日、フジテレビ）
- 埼玉の逆襲（2020年11月28日、J:COMチャンネル）
- アイ・アム・冒険少年（2020年12月14日、2021年2月22日、3月8日、TBS）
- ものまね芸人151人がガチで選んだいま本当にスゴい！ものまねランキング（2021年1月2日、2021年5月27日、2022年1月2日、8月11日、テレビ東京）
- ジャンクSPORTS（2021年1月17日、2022年2月27日、フジテレビ）
- 所JAPAN（2021年1月25日、関西テレビ/フジテレビ系）
- キニナル金曜日（2021年2月12日、3月5日、4月30日、6月18日、11月5日、2022年2月25日、4月15日、5月6日、8月12日、11月11日、12月16日、TBS）
- 櫻井・有吉のTHE夜会（2021年2月11日、TBS）
- THE鬼タイジ（2021年3月2日、TBS）
- 千鳥のクセがスゴいネタGP（2021年3月11日、フジテレビ）
- 炎の体育会TV（2021年3月20日、8月14日、TBS）
- 歌ものまね下剋上バトル!みんな知ってるヒット曲を完全コピー（2021年4月18日、BSテレ東）
- KinKi Kidsのブンブブーン!（2021年5月1日、フジテレビ）
- よるのブランチ（2021年5月5日、2022年5月25日、TBS）
- ホリプロコムものまね軍団 オフィスDEライブ（2021年5月8日、7月3日、8月21日、2022年4月2日、千葉テレビ）
- ものまね紅白歌合戦（2021年5月8日、フジテレビ）
- 教えてもらう前と後（2021年5月24日、毎日放送）
- 中居正広の金曜日のスマイルたちへ（2021年6月25日、2022年2月25日、6月24日、TBS）
- ラヴィット!（2021年7月1日、12月17日、2022年1月21日、TBS）
- ヒミツの昼顔（2021年7月2日、TBS）
- カイモノラボ（2021年7月29日、TBS）
- バイキングMORE（2021年8月27日、フジテレビ）
- 芸人鉄道！オワライナー（2021年9月4日、TBS）
- 王様のブランチ「ブランチショッピング」（2021年10月9日、10月23日、11月6日、2022年2月19日、3月12日、5月28日、6月11日、6月25日、TBS）
- サタふく（2021年12月25日、福島テレビ）
- ものまねタレント沙羅が行く!移動も満喫さんふらわあクルーズ（2021年12月26日、鹿児島読売テレビ）
- ものまねと裏ワザと森田（2021年12月28日、テレビ東京）
- 笑って年越したい!!笑う大晦日（2021年12月31日、日本テレビ）
- 全国！ごはんのおとも探求の旅 北海道・十勝編(2022年2月16日、イッツコム10ch)
- 新婚さんいらっしゃい！(2022年1月30日、朝日放送)
- ジョブチューン アノ職業のヒミツぶっちゃけます！(2022年2月5日、TBS)
- 痛快！明石家電視台(2022年2月28日、毎日放送)
- 内村のツボる動画(2022年3月2日、テレビ東京)
- ガンバレプラネット(2022年3月5,12,19,26日、中京テレビ)
- FNSドラマ対抗 お宝映像アワード 綾瀬はるか再現VTR(2022年4月4日、フジテレビ)
- デラメチャ気になる！(2022年4月10,17日、テレビ愛知)
- 突然ですが占ってもいいですか？(2022年4月18日、フジテレビ)[26]
- ただいまテレビ(2022年5月2日、8月23-26,29日、テレビ静岡)
- ネプリーグ(2022年5月2日、フジテレビ)
- NHK短歌(2022年5月15日、NHK Eテレ)
- Z studio ひまつぶ荘(2022年5月20日、日本テレビ)
- バクタン 時を戻そう！あのヒット商品が生まれるまで○○日(2022年6月5日、テレビ東京)
- 2時45分からはスローでイージーなルーティーンで(2022年10月4日、関西テレビ)

- オールスター合唱バトル(2023年12月、2024年7月、フジテレビ)

- 千鳥のクセがすごいネタGP(2024年4月、フジテレビ)

- ズムサタ！(2024年5月、日本テレビ)

- モノマネMONSTER(2024年5月、日本テレビ)

- 世界まる見え特捜部(2024年5月、日本テレビ)

- あなたは小学5年生より賢いの？(2024年5月、日本テレビ)

- 千鳥の鬼レンチャン(2024年1月、5月、10月、フジテレビ)

### 映画
- 『超伝合体ゴッドヒコザ 』(2022年8月公開)
-ヒロイン馬場高穂役

### インターネット配信
- 極楽とんぼKAKERUTV（2018年3月1日、AbemaTV）
- ぶるぺん（2018年5月15日、Ustream）
- 劇団さまぁ〜ず（2019年2月‐5月、GYAO!）バイト先のマドンナ役
- チャンスの時間（2019年3月5日、AbemaTV）
- おぎやはぎのブステレビ（2019年7月22日、2019年10月7日、2020年1月13日、1月20日、Abema TV）
- The NIGHT（2019年10月7日、Abema TV）
- 7.2 新しい別の窓（2019年12月1日、Abema TV）
- ABEMA BOATRACE TOWN 知識で争う波乗王(2021年1月2日、Abema TV)
- 動画、はじめてみました(2021年3月26日、テレビ朝日)
- みえる(2021年8月4日、ABEMA TV)

### ラジオ
- ミユキの休日（2010年12月6日・12月13日、すまいるFM）
- カール北川 ものまねナイトニッポン（ニッポン放送）
- 高橋フムミの勝手に聴きやがれ!（2017年9月5日・9月19日、市川うららFM）
- 栗田貫一の栗カントリー倶楽部（2016年10月 - 2018年2月17日、ニッポン放送）レギュラー
- バナナマンのバナナムーンGOLD（2018年11月30日・12月15日、2019年8月3日・11月29日、2021年9月17日、2022年1月7日、TBSラジオ）
- 60TRY部（2019年12月17日、ラジオ日本）
- 志の輔ラジオ 落語DEデート(2020年9月27日、文化放送)
- TOMAS presents High School a Go Go!!(2020年12月21日、12月28日、TBSラジオ)
- 佐藤二朗のいい部屋ジロー(2021年2月20日、Tokyo FM)
- たんぽぽの綿毛time♪(2021年11月6日、11月13日、ラジオ福島)

### 雑誌
- クロワッサン（2019年10月25日発売号）
- 週刊プレイボーイ(2020年9月28日発売号)

### ライブ
- ホリNS月謡祭（2018年12月17日、ホリプロ主催）
- ホリプロお笑いライブ
- ホリプロコムものまね軍団ライブ（2020年2月11日）
- 芸能人と歌手とバンドの節分フェス2020(2020年2月3日)
- ホリNS水曜祭(2020年12月16日)
- ホリプロコムものまね軍団ライブ『本人不在』（2022年9月11日、9月18日、10月15日、11月13日）

### 舞台
- ファルセット（2009年9月30日 - 10月4日） - ヒロイン・森本早苗 役
- Re（アールイー）（2010年2月10日 - 2月14日） - テレビリポーター 役
- テガミ（2010年5月12日 - 5月16日） - 記者・草薙 役
- 武田信玄息女 松姫の生涯（2010年5月30日） - ヒロイン・松姫 役
- アリスの愛はどこにある（2010年6月16日 - 6月20日） - 絵本の中の8歳の子供・シャーロット 役
- モルヒネと海（2010年9月8日 - 9月14日） - トレジャーハンター・カーミラ、看護師・神浦（二役）
- 朗読パーティ〜12月の待ち合わせ〜（2010年12月26日）
- 劇団ヘロヘロQカムパニー第28回公演「リザードマン」（2013年5月29日 - 6月2日） - 研究員 役
- 劇団ヘロヘロQカムパニー第29回公演「トンボイ!!」（2014年3月13日 - 3月18日） - 婦人警官・今野真子 役
- 劇団さまぁ〜ず旗揚げ公演「新説・桃太郎」（2019年3月26日） - 綾瀬はるか 役（VTR出演）
- 天才劇団バカバッカ vol.22「ヴァンダフルワールド」(2021年10月28日-11月3日)  -警察巡査部長 牧村役
- 舞台『おとし屋-SEDUCTRESSES-EPISODE4』(2022年9月29日)-初代ハニー役 ゲスト出演

### CM
- 文化放送・SANKYO（2016年7月 - 2016年9月）ラジオCMナレーション
- オート住友自動車（2018年8月11日 - ）[27]
- 透明ファンデ『ホワイトスキンヴェール』イメージキャラクター(2021年)
- 北海道別海町 役場ふるさと納税返礼品

いくらアンバサダー(2022年〜)

### CD
- 「大福マン」大福音頭 歌/カール北川・沙羅

### 声優
- ねじ正「萌え系梅酒」キャラクター（2010年5月） - 夕見、美砂、愛育、夕季の4役

## 受賞歴
- 楽天主催「初笑い王グランプリ 2017」優勝